# Elenchus koebelei
Elenchus koebelei là một loài côn trùng trong chi Elenchus.